# Clássico dos Milhões
Als Clássico dos Milhões (portugiesisch für Klassiker der Millionen) wird das Stadtderby zwischen den traditionsreichen Fußballvereinen Clube de Regatas do Flamengo und dem Clube de Regatas Vasco da Gama bezeichnet. Es ist neben dem so genannten „Fla-Flu“ das zweite große Derby der Millionenmetropole Rio de Janeiro und zählt zu deren populärsten in ganz Brasilien.

## Geschichte
Die Ursprünge des Klassikers sind mit dem Durchbruch des Fußballs als Massensport und der Überwindung des strukturellen Rassismus in Brasilien ab den 1920er Jahren verknüpft. Eine besonders herausragende Rivalität zwischen Flamengo und Vasco hatte dabei zuerst nicht bestanden. Beide Vereine sind kurz vor Ende des 19. Jahrhunderts zunächst als reine Ruderklubs von Angehörigen der wohlhabenden europäischstämmigen Einwandererschicht gegründet wurden, wobei sich um Vasco vor allem die Nachkommen der alten Kolonialmacht aus Portugal gruppierten. Aber im Gegensatz zu Flamengo und den anderen Sportvereinen von Rio hat sich Vasco schon sehr früh der unterprivilegierten Arbeiterschicht geöffnet, in der vor allem schwarze Afrikanischstämmige und Mischlinge (mulatos) präsent waren. In der „geschlossenen Gesellschaft“ der weißen Sportvereine hatte dies den Verein in eine Außenseiterrolle gedrängt, die er bereitwillig annahm und dafür die Sympathie und Anhängerschaft der arbeitenden Massen gewann.
1904 brach Vasco als erster Verein Brasiliens das Tabu und wählte einen Mulatten zu seinem Präsidenten. Dieses Angehen gegen die geltenden gesellschaftlichen Konventionen führte er auch weiter, als Fußball den Rudersport in der allgemeinen Popularität überholte. 1915 gründete Vasco seine Fußballabteilung, in der Schwarze und Mischlinge nun genauso gegen den Ball treten, wie zuvor das Ruder führen konnten. Besonders beachtet wurde die Fußballmannschaft von Vasco zunächst nicht, da sie die ersten Jahre ihres Bestehens unterklassig spielte. So war von der späteren Rivalität zwischen Flamengo und Vasco bei deren ersten Aufeinandertreffen im Rahmen eines Vorbereitungsturniers am 26. März 1922 im Estádio das Laranjeiras noch nicht viel zu spüren; Flamengo siegte dank eines Tores von Luís Segreto Sobrinho mit 1:0. Dies änderte sich, als Vasco noch im selben Jahr mit seiner Mischlingsmannschaft als Zweitligameister in die erste Spielklasse der damaligen Stadtmeisterschaft von Rio aufsteigen und diese 1923 prompt gewinnen konnte. Die dort bereits etablierten „weißen Klubs“ um Flamengo, Fluminense und Botafogo fassten dies als einen Affront auf, verweigerten zur Saison 1924 demonstrativ den sportlichen Wettkampf und gründeten eine Konkurrenzliga unter Ausschluss der ihrer nicht Genehmen.
Der schnelle Fall der Rassenschranken war trotz des Widerstands der Etablierten dennoch nicht mehr aufzuhalten und schon 1925 nahm schließlich auch Flamengo erstmals schwarze Spieler in seine Reihen auf. Obwohl der Rassismus in Brasilien und seinem Fußball von da an an Bedeutung verloren hat, ist sein Einfluss in den Gründerjahren dieses Sports ursächlich für das bis heute anhaltende allgemeine Ansehen der beiden im Klassiker aufeinandertreffenden Klubs, in dem Flamengo als der Verein der wohlhabenden bürgerlichen Oberschicht und Vasco als jener der Armen und Arbeitenden gilt. Entsprechend vereinen beide Klubs die Masse der Fußballbegeisterten des jeweiligen sozialen Spektrums auf sich, und das über die Stadtgrenzen Rios hinaus. Sie sind heute die Vereine mit der zahlenmäßig größten Fananhängerschaft in ganz Brasilien. Der Zuschauerandrang zu ihren Begegnungen war schließlich so hoch, dass Vasco seit dem Derby vom 30. Juli 1950 (Nr. 93) auf sein Heimspielrecht im klubeigenen Estádio São Januário verzichtet, um dafür seine Begegnungen mit dem Rivalen in dessen neugebauten Maracanã auszutragen, wo der Klassiker bis zur Jahrtausendwende regelmäßig den Zuschauerschnitt von über 100.000 überschritten hat. Der Rekord wurde am 4. April 1976 (Derby Nr. 218) in einem Meisterschaftsspiel mit 174.770 gezählten Zuschauern erreicht.
Als sportliche Hochphase des Klassikers gelten die 1970er und 1980er Jahre, als die Rivalen unter der Spielführerschaft der Klublegenden Zico auf der einen (Flamengo) und Roberto Dinamite auf der anderen Seite (Vasco) zum „Duell der Giganten“ aufeinandergetroffen sind. Flamengo hatte sich dabei als der erfolgreichere Titelsammler hervorgetan, insbesondere mit seinem Gewinn der Copa Libertadores im Jahr 1981. Aber in den 1990er Jahren ist es Vasco mit seiner Spielertrias Bebeto, Romário und Edmundo gelungen, aus dem Schatten Flamengos zu treten und konnte 1998 gleichfalls das lateinamerikanische Championat gewinnen.

## Die Statistik (Herren)
| Stand: 11. März 2024 | CR Flamengo | – | CR Vasco da Gama |

| Wettbewerb                               | Spiele | Siege | Remis | Siege | Tore      |
| ---------------------------------------- | ------ | ----- | ----- | ----- | --------- |
| Brasilianische Meisterschaft             | 65     | 24    | 23    | 18    | 84 : 73   |
| Brasilianischer Pokal                    | 4      | 2     | 1     | 1     | 4 : 2     |
| Torneio Roberto Gomes Pedrosa            | 4      | 2     | 1     | 1     | 6 : 4     |
| Torneio Rio-São Paulo                    | 19     | 6     | 8     | 5     | 23 : 19   |
| Staatsmeisterschaft von Rio de Janeiro   | 247    | 98    | 69    | 80    | 329 : 304 |
| Staatspokal von Rio de Janeiro           | 5      | 5     | 0     | 3     | 4 : 5     |
| Taça Guanabara                           | 9      | 5     | 3     | 1     | 12 : 7    |
| Einladungsturniere / Freundschaftsspiele | 73     | 26    | 17    | 30    | 108 : 117 |
|                                          |        |       |       |       |           |
| Gesamt                                   | 426    | 168   | 122   | 139   | 570 : 531 |

1. ↑  Gelistet sind nur die Spiele, in denen die Taça Guanabara als eigenständiger Wettbewerb firmierte. Begegnungen, in denen die Taça als eine Spielphase in die Staatsmeisterschaft eingebunden ist, werden entsprechend dort verrechnet.

| Wettbewerb                       | Titel | Zuletzt | Titel | Zuletzt |
| -------------------------------- | ----- | ------- | ----- | ------- |
| CONMEBOL Copa Libertadores       | 3     | 2022    | 1     | 1998    |
| Brasilianischer Meister          | 7     | 2020    | 4     | 2000    |
| Brasilianischer Pokal            | 4     | 2022    | 1     | 2011    |
| Staatsmeister von Rio de Janeiro | 36    | 2021    | 23    | 2016    |
| Taça Guanabara                   | 20    | 2014    | 12    | 2016    |
| Taça Rio                         | 9     | 2011    | 9     | 2004    |
| Staatspokal von Rio de Janeiro   | 1     | 1991    | 2     | 1993    |

1. ↑  Gelistet sind nur aktuell ausgetragene Wettbewerbe.

## Alle Spiele (Herren)
Legende:
| SIEG | Flamengo      |
|      | Unentschieden |
| Sieg | Vasco da Gama |

### Derbys Nr. 1–50
| Nr. | Wettbewerb              | Datum                   | Heim | Gast | Ergebnis |
| --- | ----------------------- | ----------------------- | ---- | ---- | -------- |
| 1.  | Torneio Início          | So., 26. März 1922      | FLA  | VAS  | 1 : 0    |
| 2.  | Staatsmeisterschaft     | So., 29. April 1923     | FLA  | VAS  | 1 : 3    |
| 3.  | Staatsmeisterschaft     | So., 8. Juli 1923       | VAS  | FLA  | 2 : 3    |
| 4.  | Torneio Início          | So., 19. April 1925     | FLA  | VAS  | 0 : 0    |
| 5.  | Staatsmeisterschaft     | So., 28. Juni 1925      | FLA  | VAS  | 2 : 0    |
| 6.  | Staatsmeisterschaft     | So., 15. November 1925  | VAS  | FLA  | 1 : 1    |
| 7.  | Torneio Início (Finale) | So., 28. März 1926      | VAS  | FLA  | 1 : 0    |
| 8.  | Staatsmeisterschaft     | So., 13. Juni 1926      | FLA  | VAS  | 2 : 2    |
| 9.  | Freundschaftsspiel      | Do., 24. Juni 1926      | FLA  | VAS  | 2 : 1    |
| 10. | Freundschaftsspiel      | So., 11. Juli 1926      | VAS  | FLA  | 3 : 3    |
| 11. | Staatsmeisterschaft     | So., 12. September 1926 | VAS  | FLA  | 2 : 1    |
| 12. | Freundschaftsspiel      | So., 15. Mai 1927       | FLA  | VAS  | 1 : 3    |
| 13. | Staatsmeisterschaft     | So., 19. Juni 1927      | FLA  | VAS  | 3 : 0    |
| 14. | Staatsmeisterschaft     | So., 4. September 1927  | VAS  | FLA  | 1 : 2    |
| 15. | Torneio Início          | So., 1. April 1928      | VAS  | FLA  | 1 : 1    |
| 16. | Freundschaftsspiel      | Do., 3. Mai 1928        | FLA  | VAS  | 2 : 3    |
| 17. | Staatsmeisterschaft     | So., 3. Juni 1928       | VAS  | FLA  | 3 : 0    |
| 18. | Staatsmeisterschaft     | So., 30. September 1928 | FLA  | VAS  | 1 : 2    |
| 19. | Freundschaftsspiel      | So., 10. März 1929      | FLA  | VAS  | 1 : 4    |
| 20. | Freundschaftsspiel      | Do., 16. Mai 1929       | VAS  | FLA  | 1 : 2    |
| 21. | Staatsmeisterschaft     | So., 14. Juli 1929      | VAS  | FLA  | 3 : 2    |
| 22. | Staatsmeisterschaft     | So., 27. Oktober 1929   | FLA  | VAS  | 0 : 1    |
| 23. | Staatsmeisterschaft     | So., 14. September 1930 | FLA  | VAS  | 0 : 2    |
| 24. | Staatsmeisterschaft     | So., 7. Dezember 1930   | VAS  | FLA  | 2 : 1    |
| 25. | Staatsmeisterschaft     | So., 26. April 1931     | VAS  | FLA  | 7 : 0    |
| 26. | Staatsmeisterschaft     | So., 18. Oktober 1931   | FLA  | VAS  | 1 : 2    |
| 27. | Torneio Início          | So., 14. April 1932     | VAS  | FLA  | 2 : 0    |
| 28. | Staatsmeisterschaft     | So., 17. Juli 1932      | FLA  | VAS  | 2 : 1    |
| 29. | Staatsmeisterschaft     | So., 16. Oktober 1932   | VAS  | FLA  | 0 : 1    |
| 30. | Staatsmeisterschaft     | So., 25. Juni 1933      | FLA  | VAS  | 2 : 1    |
| 31. | Staatsmeisterschaft     | So., 1. Oktober 1933    | VAS  | FLA  | 2 : 0    |
| 32. | Staatsmeisterschaft     | Di., 1. Mai 1934        | VAS  | FLA  | 5 : 2    |
| 33. | Staatsmeisterschaft     | So., 22. Juli 1934      | FLA  | VAS  | 3 : 2    |
| 34. | Torneio Extra           | So., 7. Oktober 1934    | FLA  | VAS  | 4 : 1    |
| 35. | Torneio Extra           | So., 25. November 1934  | VAS  | FLA  | w. o.    |
| 36. | Freundschaftsspiel      | So., 15. August 1937    | VAS  | FLA  | 2 : 2    |
| 37. | Freundschaftsspiel      | So., 22. August 1937    | FLA  | VAS  | 2 : 3    |
| 38. | Staatsmeisterschaft     | So., 10. Oktober 1937   | VAS  | FLA  | 3 : 3    |
| 39. | Staatsmeisterschaft     | Mi., 19. Januar 1938    | FLA  | VAS  | 5 : 1    |
| 40. | Freundschaftsspiel      | Sa., 12. Februar 1938   | FLA  | VAS  | 5 : 2    |
| 41. | Torneio Municipal       | So., 22. Mai 1938       | VAS  | FLA  | 5 : 3    |
| 42. | Torneio Municipal       | So., 24. Juli 1938      | FLA  | VAS  | 3 : 1    |
| 43. | Staatsmeisterschaft     | So., 4. September 1938  | FLA  | VAS  | 0 : 2    |
| 44. | Torneio Extra           | Do., 22. September 1938 | FLA  | VAS  | 1 : 1    |
| 45. | Staatsmeisterschaft     | So., 13. November 1938  | VAS  | FLA  | 2 : 1    |
| 46. | Torneio Extra           | Do., 24. November 1938  | VAS  | FLA  | 1 : 1    |
| 47. | Freundschaftsspiel      | Fr., 17. März 1939      | VAS  | FLA  | 4 : 6    |
| 48. | Staatsmeisterschaft     | So., 11. Juni 1939      | VAS  | FLA  | 2 : 0    |
| 49. | Staatsmeisterschaft     | So., 3. September 1939  | FLA  | VAS  | 3 : 0    |
| 50. | Staatsmeisterschaft     | So., 3. Dezember 1939   | VAS  | FLA  | 0 : 4    |

1. ↑  Vasco ist nicht zum Spiel angetreten, worauf der Sieg Flamengo zuerkannt wurde.

### Derbys Nr. 51–100
| Nr.  | Wettbewerb              | Datum                   | Heim | Gast | Ergebnis          |
| ---- | ----------------------- | ----------------------- | ---- | ---- | ----------------- |
| 51.  | Staatsmeisterschaft     | So., 30. Juni 1940      | VAS  | FLA  | 3 : 2             |
| 52.  | Staatsmeisterschaft     | So., 15. September 1940 | FLA  | VAS  | 3 : 0             |
| 53.  | Staatsmeisterschaft     | So., 8. Dezember 1940   | VAS  | FLA  | 1 : 1             |
| 54.  | Freundschaftsspiel      | Do., 24. April 1941     | VAS  | FLA  | 3 : 1             |
| 55.  | Torneio Início          | So., 27. April 1941     | FLA  | VAS  | 0 : 0             |
| 56.  | Staatsmeisterschaft     | So., 1. Juni 1941       | FLA  | VAS  | 3 : 1             |
| 57.  | Staatsmeisterschaft     | So., 3. August 1941     | VAS  | FLA  | 1 : 2             |
| 58.  | Staatsmeisterschaft     | So., 5. Oktober 1941    | FLA  | VAS  | 1 : 0             |
| 59.  | Staatsmeisterschaft     | So., 9. November 1941   | VAS  | FLA  | 0 : 0             |
| 60.  | Staatsmeisterschaft     | So., 26. April 1942     | VAS  | FLA  | 1 : 1             |
| 61.  | Staatsmeisterschaft     | So., 28. Juni 1942      | FLA  | VAS  | 1 : 0             |
| 62.  | Staatsmeisterschaft     | So., 30. August 1942    | VAS  | FLA  | 1 : 2             |
| 63.  | Torneio Relâmpago       | Di., 16. März 1943      | VAS  | FLA  | 1 : 1             |
| 64.  | Torneio Início          | So., 28. März 1943      | FLA  | VAS  | 1 : 1             |
| 65.  | Torneio Municipal       | Sa., 29. Mai 1943       | FLA  | VAS  | 2 : 0             |
| 66.  | Staatsmeisterschaft     | Sa., 31. Juli 1943      | VAS  | FLA  | 1 : 1             |
| 67.  | Staatsmeisterschaft     | So., 3. Oktober 1943    | FLA  | VAS  | 6 : 2             |
| 68.  | Torneio Relâmpago       | So., 19. März 1944      | FLA  | VAS  | 5 : 2             |
| 69.  | Torneio Início (Finale) | So., 26. März 1944      | VAS  | FLA  | 3 : 1             |
| 70.  | Torneio Municipal       | Sa., 24. Juni 1944      | VAS  | FLA  | 2 : 2             |
| 71.  | Staatsmeisterschaft     | Sa., 26. August 1944    | VAS  | FLA  | 2 : 1             |
| 72.  | Staatsmeisterschaft     | Sa., 28. Oktober 1944   | FLA  | VAS  | 1 : 0             |
| 73.  | Torneio Relâmpago       | So., 8. April 1945      | VAS  | FLA  | 3 : 4             |
| 74.  | Torneio Municipal       | So., 13. Mai 1945       | VAS  | FLA  | 5 : 1             |
| 75.  | Staatsmeisterschaft     | So., 16. September 1945 | VAS  | FLA  | 2 : 1             |
| 76.  | Staatsmeisterschaft     | So., 18. November 1945  | FLA  | VAS  | 2 : 2             |
| 77.  | Torneio Relâmpago       | So., 24. März 1946      | VAS  | FLA  | 2 : 0             |
| 78.  | Torneio Municipal       | So., 19. Mai 1946       | VAS  | FLA  | 3 : 1             |
| 79.  | Staatsmeisterschaft     | Sa., 3. August 1946     | VAS  | FLA  | 2 : 2             |
| 80.  | Staatsmeisterschaft     | So., 6. Oktober 1946    | FLA  | VAS  | 3 : 4             |
| 81.  | Torneio Municipal       | So., 25. Mai 1947       | FLA  | VAS  | 2 : 2             |
| 82.  | Freundschaftsspiel      | Sa., 19. Juli 1947      | VAS  | FLA  | 2 : 1             |
| 83.  | Torneio Início          | So., 27. Juli 1947      | VAS  | FLA  | 2 : 0             |
| 84.  | Staatsmeisterschaft     | So., 14. September 1947 | VAS  | FLA  | 2 : 1             |
| 85.  | Staatsmeisterschaft     | So., 30. November 1947  | FLA  | VAS  | 2 : 5             |
| 86.  | Torneio Municipal       | So., 30. Mai 1948       | FLA  | VAS  | 1 : 2             |
| 87.  | Staatsmeisterschaft     | So., 1. August 1948     | VAS  | FLA  | 3 : 1             |
| 88.  | Staatsmeisterschaft     | So., 24. Oktober 1948   | FLA  | VAS  | 2 : 3             |
| 89.  | Torneio Início          | So., 26. Juni 1949      | FLA  | VAS  | 2 : 3             |
| 90.  | Staatsmeisterschaft     | So., 21. August 1949    | VAS  | FLA  | 5 : 2             |
| 91.  | Staatsmeisterschaft     | So., 13. November 1949  | FLA  | VAS  | 1 : 2             |
| 92.  | Torneio Rio-São Paulo   | Sa., 14. Januar 1950    | VAS  | FLA  | 1 : 1             |
| 93.  | Torneio Início          | So., 30. Juli 1950      | VAS  | FLA  | 0 : 0 (4:3 i. E.) |
| 94.  | Staatsmeisterschaft     | So., 24. September 1950 | VAS  | FLA  | 2 : 1             |
| 95.  | Staatsmeisterschaft     | So., 26. November 1950  | FLA  | VAS  | 1 : 4             |
| 96.  | Torneio Rio-São Paulo   | So., 25. März 1951      | VAS  | FLA  | 2 : 2             |
| 97.  | Torneio Municipal       | So., 6. Mai 1951        | FLA  | VAS  | 2 : 1             |
| 98.  | Staatsmeisterschaft     | So., 16. September 1951 | FLA  | VAS  | 2 : 1             |
| 99.  | Staatsmeisterschaft     | Sa., 22. Dezember 1951  | VAS  | FLA  | 0 : 2             |
| 100. | Torneio Rio-São Paulo   | Mi., 20. Februar 1952   | VAS  | FLA  | 1 : 0             |

1. ↑  Das Spiel wurde abgebrochen und am Di. den 20.11.1945 vollendet.

### Derbys Nr. 101–150
| Nr.  | Wettbewerb                                 | Datum                   | Heim | Gast | Ergebnis |
| ---- | ------------------------------------------ | ----------------------- | ---- | ---- | -------- |
| 101. | Torneio Início                             | So., 10. August 1952    | VAS  | FLA  | 0 : 1    |
| 102. | Staatsmeisterschaft                        | So., 28. September 1952 | VAS  | FLA  | 3 : 2    |
| 103. | Staatsmeisterschaft                        | So., 14. Dezember 1952  | FLA  | VAS  | 0 : 1    |
| 104. | Torneio Quadrangular Int. (Finale)         | Fr., 13. Februar 1953   | VAS  | FLA  | 5 : 2    |
| 105. | Torneio Rio-São Paulo                      | So., 26. April 1953     | VAS  | FLA  | 1 : 1    |
| 106. | Staatsmeisterschaft                        | So., 20. September 1953 | FLA  | VAS  | 3 : 3    |
| 107. | Staatsmeisterschaft                        | So., 25. Oktober 1953   | VAS  | FLA  | 3 : 3    |
| 108. | Staatsmeisterschaft                        | So., 10. Januar 1954    | FLA  | VAS  | 4 : 1    |
| 109. | Torneio Rio-Sao Paulo                      | Mi., 26. Mai 1954       | FLA  | VAS  | 4 : 1    |
| 110. | Staatsmeisterschaft                        | So., 17. Oktober 1954   | FLA  | VAS  | 2 : 1    |
| 111. | Staatsmeisterschaft                        | So., 9. Januar 1955     | VAS  | FLA  | 0 : 0    |
| 112. | Staatsmeisterschaft                        | Sa., 12. Februar 1954   | VAS  | FLA  | 1 : 2    |
| 113. | Torneio Rio-São Paulo                      | Sa., 7. Mai 1955        | FLA  | VAS  | 2 : 1    |
| 114. | Freundschaftsspiel                         | Sa., 16. Juli 1955      | FLA  | VAS  | 3 : 3    |
| 115. | Staatsmeisterschaft                        | So., 2. Oktober 1955    | VAS  | FLA  | 3 : 0    |
| 116. | Freundschaftsspiel                         | So., 22. Januar 1956    | FLA  | VAS  | 1 : 1    |
| 117. | Staatsmeisterschaft                        | So., 18. März 1956      | VAS  | FLA  | 2 : 1    |
| 118. | Staatsmeisterschaft                        | So., 7. Oktober 1956    | FLA  | VAS  | 1 : 1    |
| 119. | Staatsmeisterschaft                        | So., 4. November 1956   | VAS  | FLA  | 0 : 1    |
| 120. | Torneio Rio-São Paulo                      | Do., 8. Mai 1957        | VAS  | FLA  | 1 : 0    |
| 121. | Staatsmeisterschaft                        | So., 6. Oktober 1957    | FLA  | VAS  | 4 : 1    |
| 122. | Staatsmeisterschaft                        | So., 15. Dezember 1957  | VAS  | FLA  | 1 : 4    |
| 123. | Torneio Rio-São Paulo                      | Sa., 29. März 1958      | VAS  | FLA  | 1 : 1    |
| 124. | Staatsmeisterschaft                        | So., 14. September 1958 | VAS  | FLA  | 1 : 1    |
| 125. | Staatsmeisterschaft                        | So., 14. Dezember 1958  | FLA  | VAS  | 3 : 1    |
| 126. | Staatsmeisterschaft (Supercampeonato)      | Sa., 20. Dezember 1958  | VAS  | FLA  | 2 : 0    |
| 127. | Staatsmeisterschaft (Supersupercampeonato) | Sa., 17. Januar 1959    | FLA  | VAS  | 1 : 1    |
| 128. | Taça Cidade do Rio de Janeiro              | So., 1. März 1959       | VAS  | FLA  | 2 : 2    |
| 129. | Torneio Rio-São Paulo                      | So., 26. April 1959     | VAS  | FLA  | 0 : 0    |
| 130. | Torneio Início                             | So., 5. Juli 1959       | FLA  | VAS  | 1 : 0    |
| 131. | Staatsmeisterschaft                        | So., 12. Juli 1959      | FLA  | VAS  | 2 : 2    |
| 132. | Staatsmeisterschaft                        | Sa., 12. Dezember 1959  | VAS  | FLA  | 1 : 1    |
| 133. | Torneio Rio-São Paulo                      | So., 10. April 1960     | FLA  | VAS  | 1 : 0    |
| 134. | Staatsmeisterschaft                        | So., 4. September 1960  | VAS  | FLA  | 1 : 0    |
| 135. | Staatsmeisterschaft                        | Sa., 26. November 1960  | FLA  | VAS  | 0 : 1    |
| 136. | Torneio Octogonal de Verão                 | Di., 10. Januar 1961    | FLA  | VAS  | 0 : 1    |
| 137. | Torneio Rio-São Paulo                      | So., 2. April 1961      | FLA  | VAS  | 2 : 1    |
| 138. | Staatsmeisterschaft                        | So., 2. August 1961     | FLA  | VAS  | 1 : 0    |
| 139. | Staatsmeisterschaft                        | Sa., 14. Oktober 1961   | FLA  | VAS  | 3 : 0    |
| 140. | Staatsmeisterschaft                        | Mi., 13. Dezember 1961  | VAS  | FLA  | 2 : 0    |
| 141. | Torneio Rio-São Paulo                      | So., 25. Februar 1962   | FLA  | VAS  | 1 : 1    |
| 142. | Staatsmeisterschaft                        | So., 16. September 1962 | FLA  | VAS  | 2 : 0    |
| 143. | Staatsmeisterschaft                        | So., 9. Dezember 1962   | VAS  | FLA  | 1 : 1    |
| 144. | Torneio Rio-São Paulo                      | Do., 21. Februar 1963   | FLA  | VAS  | 3 : 1    |
| 145. | Staatsmeisterschaft                        | Sa., 24. August 1963    | FLA  | VAS  | 0 : 0    |
| 146. | Staatsmeisterschaft                        | Fr., 15. November 1963  | VAS  | FLA  | 3 : 4    |
| 147. | Torneio Rio-São Paulo                      | Sa., 21. März 1964      | FLA  | VAS  | 3 : 1    |
| 148. | Staatsmeisterschaft                        | Do., 27. August 1964    | FLA  | VAS  | 2 : 1    |
| 149. | Staatsmeisterschaft                        | So., 22. November 1964  | VAS  | FLA  | 1 : 2    |
| 150. | Torneio do IV Centenário do RJ (Finale)    | Do., 21. Januar 1965    | VAS  | FLA  | 4 : 1    |

### Derbys Nr. 151–200
| Nr.  | Wettbewerb                        | Datum                  | Heim | Gast | Ergebnis |
| ---- | --------------------------------- | ---------------------- | ---- | ---- | -------- |
| 151. | Torneio Triangular Gilberto Alves | So., 31. Januar 1965   | FLA  | VAS  | 0 : 0    |
| 152. | Torneio Rio-São Paulo             | Sa., 10. April 1965    | VAS  | FLA  | 0 : 0    |
| 153. | Torneio Rio-São Paulo             | Mi., 5. Mai 1965       | VAS  | FLA  | 1 : 0    |
| 154. | Taça Guanabara                    | Do., 22. Juli 1965     | VAS  | FLA  | 1 : 1    |
| 155. | Torneio Rio-São Paulo             | Mi., 25. August 1965   | VAS  | FLA  | 1 : 0    |
| 156. | Torneio Início                    | Di., 7. September 1965 | FLA  | VAS  | 1 : 0    |
| 157. | Staatsmeisterschaft               | Sa., 9. Oktober 1965   | FLA  | VAS  | 2 : 1    |
| 158. | Staatsmeisterschaft               | So., 28. November 1965 | VAS  | FLA  | 0 : 1    |
| 159. | Torneio Rio-São Paulo             | Do., 17. März 1966     | VAS  | FLA  | 1 : 1    |
| 160. | Freundschaftsspiel                | Do., 31. März 1966     | FLA  | VAS  | 1 : 2    |
| 161. | Taça Guanabara                    | So., 14. August 1966   | FLA  | VAS  | 1 : 0    |
| 162. | Staatsmeisterschaft               | Sa., 8. Oktober 1966   | VAS  | FLA  | 0 : 0    |
| 163. | Freundschaftsspiel                | So., 6. November 1966  | FLA  | VAS  | 2 : 1    |
| 164. | Staatsmeisterschaft               | Sa., 19. November 1966 | VAS  | FLA  | 0 : 2    |
| 165. | Taça Rivadávia Correia Meyer      | So., 15. Januar 1967   | FLA  | VAS  | 2 : 0    |
| 166. | Freundschaftsspiel                | Do., 19. Januar 1967   | FLA  | VAS  | 0 : 2    |
| 167. | Torneio Roberto Gomes Pedrosa     | Sa., 22. April 1967    | VAS  | FLA  | 0 : 0    |
| 168. | Freundschaftsspiel                | Mi., 10. Mai 1967      | VAS  | FLA  | 2 : 1    |
| 169. | Taça Guanabara                    | Sa., 22. Juli 1967     | VAS  | FLA  | 4 : 3    |
| 170. | Staatsmeisterschaft               | Sa., 11. November 1967 | VAS  | FLA  | 4 : 0    |
| 171. | Staatsmeisterschaft               | Sa., 2. Dezember 1967  | FLA  | VAS  | 0 : 3    |
| 172. | Staatsmeisterschaft               | Mi., 1. Mai 1968       | VAS  | FLA  | 1 : 2    |
| 173. | Staatsmeisterschaft               | Do., 30. Mai 1968      | FLA  | VAS  | 2 : 2    |
| 174. | Taça Guanabara                    | So., 18. August 1968   | FLA  | VAS  | 1 : 0    |
| 175. | Torneio Roberto Gomes Pedrosa     | Sa., 30. November 1968 | VAS  | FLA  | 2 : 0    |
| 176. | Staatsmeisterschaft               | So., 11. Mai 1969      | VAS  | FLA  | 0 : 3    |
| 177. | Staatsmeisterschaft               | So., 8. Juni 1969      | FLA  | VAS  | 1 : 1    |
| 178. | Taça Guanabara                    | Mi., 6. August 1969    | FLA  | VAS  | 2 : 1    |
| 179. | Freundschaftsspiel                | So., 31. August 1969   | VAS  | FLA  | 0 : 2    |
| 180. | Torneio Roberto Gomes Pedrosa     | So., 5. Oktober 1969   | FLA  | VAS  | 3 : 1    |
| 181. | Torneio Internacional de Verão    | So., 22. Februar 1970  | FLA  | VAS  | 2 : 0    |
| 182. | Taça Guanabara                    | Fr., 1. Mai 1970       | FLA  | VAS  | 0 : 0    |
| 183. | Taça Guanabara                    | So., 10. Mai 1970      | FLA  | VAS  | 2 : 0    |
| 184. | Staatsmeisterschaft               | So., 9. August 1970    | VAS  | FLA  | 1 : 0    |
| 185. | Staatsmeisterschaft               | So., 30. August 1970   | FLA  | VAS  | 0 : 1    |
| 186. | Torneio Roberto Gomes Pedrosa     | So., 4. Oktober 1970   | FLA  | VAS  | 3 : 1    |
| 187. | Freundschaftsspiel                | So., 17. Januar 1971   | FLA  | VAS  | 2 : 1    |
| 188. | Staatsmeisterschaft               | Mi., 21. April 1971    | VAS  | FLA  | 1 : 0    |
| 189. | Staatsmeisterschaft               | Mi., 9. Juni 1971      | FLA  | VAS  | 1 : 0    |
| 190. | Taça Guanabara                    | Do., 29. Juli 1971     | FLA  | VAS  | 2 : 1    |
| 191. | Brasilianische Meisterschaft 1971 | So., 3. Oktober 1971   | VAS  | FLA  | 0 : 0    |
| 192. | Torneio Internacional de Verão    | Do., 20. Januar 1972   | FLA  | VAS  | 1 : 0    |
| 193. | Staatsmeisterschaft               | So., 16. April 1972    | VAS  | FLA  | 0 : 1    |
| 194. | Staatsmeisterschaft               | So., 7. Mai 1972       | VAS  | FLA  | 2 : 2    |
| 195. | Staatsmeisterschaft               | So., 20. August 1972   | FLA  | VAS  | 0 : 0    |
| 196. | Staatsmeisterschaft               | Do., 31. August 1972   | FLA  | VAS  | 1 : 0    |
| 197. | Brasilianische Meisterschaft 1972 | So., 8. Oktober 1972   | VAS  | FLA  | 1 : 2    |
| 198. | Brasilianische Meisterschaft 1972 | So., 10. Dezember 1972 | VAS  | FLA  | 1 : 1    |
| 199. | Taça Cidade do Rio de Janeiro     | So., 21. Januar 1973   | VAS  | FLA  | 0 : 1    |
| 200. | Taça Erasmo Martins Pedro         | Sa., 10. Februar 1973  | VAS  | FLA  | 1 : 0    |

### Derbys Nr. 201–250
| Nr.  | Wettbewerb                        | Datum                   | Heim | Gast | Ergebnis          |
| ---- | --------------------------------- | ----------------------- | ---- | ---- | ----------------- |
| 201. | Staatsmeisterschaft               | So., 6. Mai 1973        | VAS  | FLA  | 0 : 1             |
| 202. | Taça Araribóia                    | So., 10. Juni 1973      | FLA  | VAS  | 2 : 1             |
| 203. | Staatsmeisterschaft               | Mo., 23. Juli 1973      | FLA  | VAS  | 1 : 2             |
| 204. | Staatsmeisterschaft               | So., 19. August 1973    | FLA  | VAS  | 0 : 0             |
| 205. | Brasilianische Meisterschaft 1973 | So., 23. September 1973 | VAS  | FLA  | 2 : 2             |
| 206. | Brasilianische Meisterschaft 1973 | So., 25. November 1973  | VAS  | FLA  | 0 : 2             |
| 207. | Brasilianische Meisterschaft 1974 | So., 17. März 1974      | FLA  | VAS  | 1 : 1             |
| 208. | Staatsmeisterschaft               | Sa., 21. September 1974 | VAS  | FLA  | 0 : 1             |
| 209. | Staatsmeisterschaft               | So., 20. Oktober 1974   | VAS  | FLA  | 1 : 1             |
| 210. | Staatsmeisterschaft               | So., 24. November 1974  | FLA  | VAS  | 3 : 1             |
| 211. | Staatsmeisterschaft               | So., 22. Dezember 1974  | FLA  | VAS  | 0 : 0             |
| 212. | Taça Cidade de Cabo Frio          | Sa., 8. Februar 1975    | FLA  | VAS  | 1 : 2             |
| 213. | Staatsmeisterschaft               | So., 2. März 1975       | VAS  | FLA  | 2 : 2             |
| 214. | Staatsmeisterschaft               | So., 8. Juni 1975       | VAS  | FLA  | 1 : 2             |
| 215. | Staatsmeisterschaft               | So., 13. Juli 1975      | VAS  | FLA  | 3 : 2             |
| 216. | Staatsmeisterschaft               | Do., 7. August 1975     | VAS  | FLA  | 1 : 0             |
| 217. | Brasilianische Meisterschaft 1975 | So., 7. September 1975  | VAS  | FLA  | 4 : 2             |
| 218. | Staatsmeisterschaft               | So., 4. April 1976      | VAS  | FLA  | 1 : 3             |
| 219. | Staatsmeisterschaft               | So., 13. Juni 1976      | VAS  | FLA  | 1 : 1 (5:4 i. E.) |
| 220. | Staatsmeisterschaft               | So., 27. Juni 1976      | VAS  | FLA  | 1 : 4             |
| 221. | Staatsmeisterschaft               | Sa., 14. August 1976    | VAS  | FLA  | 0 : 2             |
| 222. | Brasilianische Meisterschaft 1976 | So., 21. November 1976  | VAS  | FLA  | 1 : 0             |
| 223. | Torneio Quadrangular de Vitória   | Fr., 3. Dezember 1976   | FLA  | VAS  | 2 : 3             |
| 224. | Freundschaftsspiel                | So., 13. Februar 1977   | FLA  | VAS  | 1 : 2             |
| 225. | Freundschaftsspiel                | So., 20. März 1977      | VAS  | FLA  | 1 : 2             |
| 226. | Staatsmeisterschaft               | So., 24. April 1977     | VAS  | FLA  | 3 : 0             |
| 227. | Staatsmeisterschaft               | So., 7. August 1977     | FLA  | VAS  | 0 : 0             |
| 228. | Staatsmeisterschaft               | Mi., 28. September 1977 | FLA  | VAS  | 0 : 0 (4:5 i. E.) |
| 229. | Brasilianische Meisterschaft 1977 | So., 29. Januar 1978    | FLA  | VAS  | 0 : 0             |
| 230. | Staatsmeisterschaft               | So., 17. September 1978 | FLA  | VAS  | 0 : 0             |
| 231. | Staatsmeisterschaft               | So., 3. Dezember 1978   | FLA  | VAS  | 1 : 0             |
| 232. | Staatsmeisterschaft (Especial)    | So., 4. März 1979       | FLA  | VAS  | 1 : 1             |
| 233. | Staatsmeisterschaft (Especial)    | So., 15. April 1979     | FLA  | VAS  | 2 : 1             |
| 234. | Staatsmeisterschaft               | So., 22. Juli 1979      | VAS  | FLA  | 2 : 4             |
| 235. | Staatsmeisterschaft               | So., 9. September 1979  | VAS  | FLA  | 4 : 2             |
| 236. | Staatsmeisterschaft               | So., 28. Oktober 1979   | VAS  | FLA  | 2 : 3             |
| 237. | Torneio José Fernandes            | So., 3. Februar 1980    | FLA  | VAS  | 0 : 1             |
| 238. | Taça Guanabara                    | So., 3. August 1980     | FLA  | VAS  | 0 : 0             |
| 239. | Staatsmeisterschaft               | So., 19. Oktober 1980   | VAS  | FLA  | 0 : 0             |
| 240. | Staatsmeisterschaft               | So., 16. November 1980  | FLA  | VAS  | 2 : 0             |
| 241. | Torneio João Havelange (Finale)   | So., 17. Mai 1981       | VAS  | FLA  | 1 : 0             |
| 242. | Staatsmeisterschaft               | So., 7. Juni 1981       | VAS  | FLA  | 0 : 1             |
| 243. | Staatsmeisterschaft               | So., 20. September 1981 | FLA  | VAS  | 1 : 1             |
| 244. | Staatsmeisterschaft (Finale)      | So., 29. November 1981  | VAS  | FLA  | 2 : 0             |
| 245. | Staatsmeisterschaft (Finale)      | Mi., 2. Dezember 1981   | VAS  | FLA  | 1 : 0             |
| 246. | Staatsmeisterschaft (Finale)      | So., 6. Dezember 1981   | FLA  | VAS  | 2 : 1             |
| 247. | Staatsmeisterschaft               | So., 19. September 1982 | VAS  | FLA  | 0 : 0             |
| 248. | Staatsmeisterschaft               | Do., 23. September 1982 | VAS  | FLA  | 0 : 1             |
| 249. | Staatsmeisterschaft               | Sa., 20. November 1982  | FLA  | VAS  | 1 : 3             |
| 250. | Staatsmeisterschaft               | So., 5. Dezember 1982   | VAS  | FLA  | 1 : 0             |

### Derbys Nr. 251–300
| Nr.   | Wettbewerb                        | Datum                   | Heim | Gast | Ergebnis |
| ----- | --------------------------------- | ----------------------- | ---- | ---- | -------- |
| 251.  | Brasilianische Meisterschaft 1983 | Do., 5. Mai 1983        | VAS  | FLA  | 1 : 2    |
| 252.  | Brasilianische Meisterschaft 1983 | So., 8. Mai 1983        | FLA  | VAS  | 1 : 1    |
| 253.  | Staatsmeisterschaft               | Mi., 5. Oktober 1983    | VAS  | FLA  | 1 : 0    |
| 254.  | Staatsmeisterschaft               | So., 27. November 1983  | FLA  | VAS  | 3 : 0    |
| 255.  | Staatsmeisterschaft               | So., 5. August 1984     | VAS  | FLA  | 1 : 0    |
| 256.  | Staatsmeisterschaft               | So., 4. November 1984   | FLA  | VAS  | 1 : 1    |
| 257.  | Staatsmeisterschaft               | Mi., 12. Dezember 1984  | FLA  | VAS  | 1 : 0    |
| 258.  | Staatsmeisterschaft               | Do., 10. Oktober 1985   | VAS  | FLA  | 4 : 0    |
| 259.  | Staatsmeisterschaft               | Sa., 30. November 1985  | VAS  | FLA  | 0 : 2    |
| 260.  | Staatsmeisterschaft               | So., 20. April 1986     | VAS  | FLA  | 2 : 0    |
| 261.  | Freundschaftsspiel                | So., 22. Juni 1986      | FLA  | VAS  | 1 : 2    |
| 262.  | Staatsmeisterschaft               | So., 27. Juli 1986      | FLA  | VAS  | 3 : 2    |
| 263.  | Staatsmeisterschaft (Finale)      | So., 3. August 1986     | FLA  | VAS  | 0 : 0    |
| 264.  | Staatsmeisterschaft (Finale)      | Mi., 6. August 1986     | FLA  | VAS  | 0 : 0    |
| 265.  | Staatsmeisterschaft (Finale)      | So., 10. August 1986    | FLA  | VAS  | 2 : 0    |
| 266.  | Staatsmeisterschaft               | So., 19. April 1987     | VAS  | FLA  | 0 : 0    |
| 267.  | Staatsmeisterschaft               | So., 17. Mai 1987       | FLA  | VAS  | 0 : 0    |
| 268.  | Staatsmeisterschaft               | So., 19. Juli 1987      | FLA  | VAS  | 0 : 0    |
| 269.  | Staatsmeisterschaft               | So., 9. August 1987     | FLA  | VAS  | 0 : 1    |
| 270.  | Brasilianische Meisterschaft 1987 | So., 20. September 1987 | FLA  | VAS  | 2 : 1    |
| 271.  | Staatsmeisterschaft               | So., 31. Januar 1988    | VAS  | FLA  | 0 : 1    |
| 272.  | Staatsmeisterschaft               | So., 8. Mai 1988        | FLA  | VAS  | 0 : 1    |
| 273.  | Staatsmeisterschaft               | So., 12. Juni 1988      | VAS  | FLA  | 3 : 1    |
| 274.  | Staatsmeisterschaft (Finale)      | So., 19. Juni 1988      | FLA  | VAS  | 1 : 2    |
| 275.  | Staatsmeisterschaft (Finale)      | Mi., 22. Juni 1988      | VAS  | FLA  | 1 : 0    |
| 276.  | Brasilianische Meisterschaft 1988 | So., 4. September 1988  | VAS  | FLA  | 1 : 0    |
| 277.  | Staatsmeisterschaft               | So., 23. April 1989     | VAS  | FLA  | 1 : 3    |
| 278.  | Staatsmeisterschaft               | Mo., 12. Juni 1988      | FLA  | VAS  | 1 : 2    |
| 279.  | Brasilianische Meisterschaft 1989 | So., 5. November 1989   | FLA  | VAS  | 2 : 0    |
| 280.  | Staatsmeisterschaft               | So., 4. März 1990       | VAS  | FLA  | 1 : 1    |
| 281.  | Staatsmeisterschaft               | So., 15. April 1990     | FLA  | VAS  | 1 : 2    |
| 282.  | Brasilianische Meisterschaft 1990 | So., 16. September 1990 | FLA  | VAS  | 1 : 0    |
| 283.  | Brasilianische Meisterschaft 1991 | So., 24. März 1991      | FLA  | VAS  | 3 : 0    |
| 284.  | Staatspokal                       | So., 30. Juni 1991      | FLA  | VAS  | 2 : 0    |
| 285.  | Staatsmeisterschaft               | So., 15. September 1991 | FLA  | VAS  | 2 : 1    |
| 286.  | Staatsmeisterschaft               | So., 24. November 1991  | FLA  | VAS  | 2 : 0    |
| 287.  | Brasilianische Meisterschaft 1992 | So., 29. März 1992      | VAS  | FLA  | 4 : 2    |
| 288.  | Brasilianische Meisterschaft 1992 | So., 28. Juni 1992      | VAS  | FLA  | 1 : 1    |
| 289.  | Brasilianische Meisterschaft 1992 | Mi., 1. Juli 1992       | VAS  | FLA  | 0 : 2    |
| 290.  | Staatspokal                       | Mi., 15. Juli 1992      | VAS  | FLA  | 2 : 1    |
| 291.* | Staatsmeisterschaft               | So., 4. Oktober 1992    | FLA  | VAS  | 1 : 1    |
| 292.  | Staatsmeisterschaft               | So., 6. Dezember 1992   | FLA  | VAS  | 1 : 1    |
| 293.  | Staatsmeisterschaft               | So., 11. April 1993     | FLA  | VAS  | 1 : 2    |
| 294.  | Staatsmeisterschaft               | So., 23. Mai 1993       | VAS  | FLA  | 1 : 0    |
| 295.  | Staatspokal                       | Do., 28. Oktober 1993   | FLA  | VAS  | 1 : 0    |
| 296.  | Staatspokal (Finale)              | Do., 25. November 1993  | VAS  | FLA  | 2 : 0    |
| 297.  | Staatspokal (Finale)              | Mo., 29. November 1993  | VAS  | FLA  | 1 : 0    |
| 298.  | Staatsmeisterschaft               | So., 27. Februar 1994   | VAS  | FLA  | 3 : 1    |
| 299.  | Staatsmeisterschaft               | So., 24. April 1994     | VAS  | FLA  | 1 : 2    |
| 300.  | Staatsmeisterschaft               | So., 1. Mai 1994        | FLA  | VAS  | 1 : 1    |

### Derbys Nr. 301–350
| Nr.  | Wettbewerb                        | Datum                  | Heim | Gast | Ergebnis |
| ---- | --------------------------------- | ---------------------- | ---- | ---- | -------- |
| 301. | Freundschaftsspiel                | So., 29. Mai 1994      | FLA  | VAS  | 1 : 0    |
| 302. | Brasilianische Meisterschaft 1994 | So., 13. November 1994 | VAS  | FLA  | 1 : 1    |
| 303. | Staatsmeisterschaft               | So., 7. Mai 1995       | VAS  | FLA  | 0 : 1    |
| 304. | Staatsmeisterschaft               | So., 28. Mai 1995      | FLA  | VAS  | 4 : 2    |
| 305. | Brasilianische Meisterschaft 1995 | So., 29. Oktober 1995  | FLA  | VAS  | 1 : 1    |
| 306. | Taça Cidade Maravilhosa           | So., 28. Januar 1996   | VAS  | FLA  | 0 : 0    |
| 307. | Staatsmeisterschaft               | So., 5. Mai 1996       | FLA  | VAS  | 2 : 0    |
| 308. | Staatsmeisterschaft               | So., 30. Juni 1996     | VAS  | FLA  | 0 : 0    |
| 309. | Freundschaftsspiel                | Sa., 20. Juli 1996     | FLA  | VAS  | 2 : 3    |
| 310. | Brasilianische Meisterschaft 1996 | So., 6. Oktober 1996   | VAS  | FLA  | 4 : 1    |
| 311. | Staatsmeisterschaft               | So., 23. März 1997     | FLA  | VAS  | 3 : 1    |
| 312. | Staatsmeisterschaft               | Sa., 3. Mai 1997       | VAS  | FLA  | 1 : 2    |
| 313. | Staatsmeisterschaft               | So., 31. Mai 1997      | FLA  | VAS  | w.o.     |
| 314. | Brasilianische Meisterschaft 1997 | So., 27. Juli 1997     | FLA  | VAS  | 0 : 1    |
| 315. | Brasilianische Meisterschaft 1997 | So., 23. November 1997 | VAS  | FLA  | 1 : 1    |
| 316. | Brasilianische Meisterschaft 1997 | Mi., 3. Dezember 1997  | FLA  | VAS  | 1 : 4    |
| 317. | Staatsmeisterschaft               | So., 19. April 1998    | FLA  | VAS  | 0 : 0    |
| 318. | Staatsmeisterschaft               | Mo., 18. Mai 1998      | VAS  | FLA  | w.o.     |
| 319. | Brasilianische Meisterschaft 1998 | So., 30. August 1998   | VAS  | FLA  | 1 : 1    |
| 320. | Staatsmeisterschaft               | So., 18. April 1999    | VAS  | FLA  | 1 : 2    |
| 321. | Staatsmeisterschaft               | So., 6. Juni 1999      | FLA  | VAS  | 0 : 2    |
| 322. | Staatsmeisterschaft (Finale)      | So., 13. Juni 1999     | FLA  | VAS  | 1 : 1    |
| 323. | Staatsmeisterschaft (Finale)      | Sa., 19. Juni 1999     | VAS  | FLA  | 0 : 1    |
| 324. | Brasilianische Meisterschaft 1999 | So., 3. Oktober 1999   | FLA  | VAS  | 0 : 1    |
| 325. | Staatsmeisterschaft               | So., 23. April 2000    | VAS  | FLA  | 5 : 1    |
| 326. | Staatsmeisterschaft               | So., 28. Mai 2000      | VAS  | FLA  | 3 : 3    |
| 327. | Staatsmeisterschaft (Finale)      | So., 11. Juni 2000     | FLA  | VAS  | 3 : 0    |
| 328. | Staatsmeisterschaft (Finale)      | Sa., 17. Juni 2000     | VAS  | FLA  | 1 : 2    |
| 329. | Brasilianische Meisterschaft 2000 | Sa., 27. Oktober 2000  | FLA  | VAS  | 4 : 0    |
| 330. | Staatsmeisterschaft               | Do., 22. Februar 2001  | FLA  | VAS  | 1 : 0    |
| 331. | Staatsmeisterschaft               | So., 13. Mai 2001      | FLA  | VAS  | 0 : 0    |
| 332. | Staatsmeisterschaft (Finale)      | So., 20. Mai 2000      | VAS  | FLA  | 2 : 1    |
| 333. | Staatsmeisterschaft (Finale)      | So., 27. Februar 2001  | FLA  | VAS  | 3 : 1    |
| 334. | Brasilianische Meisterschaft 2001 | Sa., 6. Oktober 2001   | VAS  | FLA  | 5 : 1    |
| 335. | Torneio Rio-São Paulo             | So., 10. März 2002     | VAS  | FLA  | 3 : 1    |
| 336. | Staatsmeisterschaft               | Mo., 25. März 2002     | FLA  | VAS  | 0 : 1    |
| 337. | Staatsmeisterschaft               | So., 26. Mai 2002      | VAS  | FLA  | 0 : 0    |
| 338. | Brasilianische Meisterschaft 2002 | Mi., 16. Oktober 2002  | VAS  | FLA  | 2 : 1    |
| 339. | Staatsmeisterschaft               | Sa., 1. März 2003      | VAS  | FLA  | 1 : 1    |
| 340. | Brasilianische Meisterschaft 2003 | So., 15. Juni 2003     | VAS  | FLA  | 1 : 2    |
| 341. | Brasilianische Meisterschaft 2003 | So., 12. Oktober 2003  | FLA  | VAS  | 2 : 1    |
| 342. | Staatsmeisterschaft               | So., 15. Februar 2004  | VAS  | FLA  | 0 : 2    |
| 343. | Staatsmeisterschaft               | So., 21. März 2004     | VAS  | FLA  | 2 : 1    |
| 344. | Staatsmeisterschaft (Finale)      | So., 11. April 2004    | FLA  | VAS  | 2 : 1    |
| 345. | Staatsmeisterschaft (Finale)      | So., 18. April 2004    | VAS  | FLA  | 1 : 3    |
| 346. | Brasilianische Meisterschaft 2004 | Sa., 10. Juli 2004     | FLA  | VAS  | 0 : 1    |
| 347. | Brasilianische Meisterschaft 2004 | So., 24. Oktober 2004  | VAS  | FLA  | 1 : 0    |
| 348. | Staatsmeisterschaft               | So., 20. März 2005     | VAS  | FLA  | 2 : 2    |
| 349. | Brasilianische Meisterschaft 2005 | So., 17. Juli 2005     | FLA  | VAS  | 1 : 0    |
| 350. | Brasilianische Meisterschaft 2005 | Sa., 22. Oktober 2005  | VAS  | FLA  | 2 : 1    |

1. ↑  Flamengo ist zu dem Spiel nicht angetreten, worauf dieses mit einem 1:0 für Vasco gewertet wurde.

1. ↑  Flamengo ist zu dem Spiel nicht angetreten, worauf dieses mit einem 2:0 für Vasco gewertet wurde.

### Derbys Nr. 351–400
| Nr.  | Wettbewerb                          | Datum                   | Heim | Gast | Ergebnis          |
| ---- | ----------------------------------- | ----------------------- | ---- | ---- | ----------------- |
| 351. | Staatsmeisterschaft                 | So., 19. März 2006      | FLA  | VAS  | 1 : 2             |
| 352. | Brasilianische Meisterschaft 2006   | So., 16. Juli 2006      | FLA  | VAS  | 0 : 1             |
| 353. | Brasilianischer Pokal 2006 (Finale) | Mi., 19. Juli 2006      | FLA  | VAS  | 2 : 0             |
| 354. | Brasilianischer Pokal 2006 (Finale) | Mi., 26. Juli 2006      | FLA  | VAS  | 1 : 0             |
| 355. | Brasilianische Meisterschaft 2006   | Do., 26. Oktober 2006   | VAS  | FLA  | 3 : 1             |
| 356. | Staatsmeisterschaft                 | So., 25. Februar 2007   | VAS  | FLA  | 1 : 1 (1:3 i. E.) |
| 357. | Staatsmeisterschaft                 | So., 25. März 2007      | VAS  | FLA  | 3 : 0             |
| 358. | Brasilianische Meisterschaft 2007   | So., 16. September 2007 | FLA  | VAS  | 1 : 1             |
| 359. | Brasilianische Meisterschaft 2007   | Do., 18. Oktober 2007   | VAS  | FLA  | 1 : 2             |
| 360. | Staatsmeisterschaft                 | So., 17. Februar 2008   | FLA  | VAS  | 2 : 1             |
| 361. | Staatsmeisterschaft                 | So., 6. April 2008      | FLA  | VAS  | 2 : 2             |
| 362. | Brasilianische Meisterschaft 2008   | So., 13. Juli 2008      | FLA  | VAS  | 3 : 1             |
| 363. | Brasilianische Meisterschaft 2008   | So., 19. Oktober 2008   | VAS  | FLA  | 0 : 1             |
| 364. | Staatsmeisterschaft                 | So., 22. März 2009      | VAS  | FLA  | 2 : 0             |
| 365. | Staatsmeisterschaft                 | So., 14. März 2010      | FLA  | VAS  | 1 : 0             |
| 366. | Staatsmeisterschaft                 | So., 11. April 2010     | FLA  | VAS  | 2 : 1             |
| 367. | Brasilianische Meisterschaft 2010   | So., 1. August 2010     | FLA  | VAS  | 0 : 0             |
| 368. | Brasilianische Meisterschaft 2010   | So., 24. Oktober 2010   | VAS  | FLA  | 1 : 1             |
| 369. | Staatsmeisterschaft                 | So., 30. Januar 2011    | VAS  | FLA  | 1 : 2             |
| 370. | Staatsmeisterschaft                 | So., 1. Mai 2011        | VAS  | FLA  | 0 : 0 (1:3 i. E.) |
| 371. | Brasilianische Meisterschaft 2011   | So., 28. August 2011    | FLA  | VAS  | 0 : 0             |
| 372. | Brasilianische Meisterschaft 2011   | So., 4. Dezember 2011   | VAS  | FLA  | 1 : 1             |
| 373. | Staatsmeisterschaft                 | Mi., 22. Februar 2012   | VAS  | FLA  | 2 : 1             |
| 374. | Staatsmeisterschaft                 | Sa., 7. April 2012      | VAS  | FLA  | 1 : 2             |
| 375. | Staatsmeisterschaft                 | So., 22. April 2012     | FLA  | VAS  | 2 : 3             |
| 376. | Brasilianische Meisterschaft 2012   | So., 19. August 2012    | FLA  | VAS  | 1 : 0             |
| 377. | Brasilianische Meisterschaft 2012   | Sa., 24. November 2012  | VAS  | FLA  | 1 : 1             |
| 378. | Staatsmeisterschaft                 | Do., 31. Januar 2013    | VAS  | FLA  | 2 : 4             |
| 379. | Brasilianische Meisterschaft 2013   | So., 14. Juli 2013      | VAS  | FLA  | 0 : 1             |
| 380. | Brasilianische Meisterschaft 2013   | So., 6. Oktober 2013    | FLA  | VAS  | 1 : 1             |
| 381. | Staatsmeisterschaft                 | So., 16. Februar 2014   | VAS  | FLA  | 1 : 2             |
| 382. | Staatsmeisterschaft (Finale)        | So., 6. April 2014      | VAS  | FLA  | 1 : 1             |
| 383. | Staatsmeisterschaft (Finale)        | So., 13. April 2014     | FLA  | VAS  | 1 : 1             |
| 384. | Torneio Super Series                | Mi., 21. Januar 2015    | FLA  | VAS  | 1 : 0             |
| 385. | Staatsmeisterschaft                 | So., 22. März 2015      | FLA  | VAS  | 2 : 1             |
| 386. | Staatsmeisterschaft                 | So., 12. April 2015     | VAS  | FLA  | 0 : 0             |
| 387. | Staatsmeisterschaft                 | So., 19. April 2015     | FLA  | VAS  | 0 : 1             |
| 388. | Brasilianische Meisterschaft 2015   | So., 28. Juni 2015      | VAS  | FLA  | 1 : 0             |
| 389. | Brasilianischer Pokal               | Mi., 19. August 2015    | FLA  | VAS  | 0 : 1             |
| 390. | Brasilianischer Pokal               | Mi., 26. August 2015    | VAS  | FLA  | 1 : 1             |
| 391. | Brasilianische Meisterschaft 2015   | So., 27. September 2015 | FLA  | VAS  | 1 : 2             |
| 392. | Staatsmeisterschaft                 | So., 14. Februar 2016   | VAS  | FLA  | 1 : 0             |
| 393. | Staatsmeisterschaft                 | Mi., 30. März 2016      | FLA  | VAS  | 1 : 1             |
| 394. | Staatsmeisterschaft                 | So., 24. April 2016     | VAS  | FLA  | 2 : 0             |
| 395. | Staatsmeisterschaft                 | Sa., 25. Februar 2017   | FLA  | VAS  | 1 : 0             |
| 396. | Staatsmeisterschaft                 | So., 26. März 2017      | FLA  | VAS  | 2 : 2             |
| 397. | Staatsmeisterschaft                 | Sa., 8. April 2017      | VAS  | FLA  | 0 : 0             |
| 398. | Brasilianische Meisterschaft 2017   | Sa., 8. Juli 2017       | VAS  | FLA  | 0 : 1             |
| 399. | Brasilianische Meisterschaft 2017   | Sa., 8. Juli 2017       | FLA  | VAS  | 0 : 0             |
| 400. | Staatsmeisterschaft                 | Sa., 27. Januar 2018    | FLA  | VAS  | 0 : 0             |

1. ↑  Trotz der beiden unentschiedenen Finalspiele hat Flamengo dank einer besseren Punktebilanz die Staatsmeisterschaft 2014 für sich entscheiden können.

### Derbys ab Nr. 401
| Nr.  | Wettbewerb                        | Datum                   | Heim | Gast | Ergebnis          |
| ---- | --------------------------------- | ----------------------- | ---- | ---- | ----------------- |
| 401. | Brasilianische Meisterschaft 2018 | So., 20. Mai 2018       | FLA  | VAS  | 1 : 1             |
| 402. | Brasilianische Meisterschaft 2018 | Sa., 15. September 2018 | VAS  | FLA  | 1 : 1             |
| 403. | Staatsmeisterschaft               | Sa., 9. März 2019       | VAS  | FLA  | 1 : 1             |
| 404. | Staatsmeisterschaft               | So., 31. März 2019      | VAS  | FLA  | 1 : 1 (1:3 i. E.) |
| 405. | Staatsmeisterschaft               | So., 14. April 2019     | VAS  | FLA  | 0 : 2             |
| 406. | Staatsmeisterschaft               | So., 21. April 2019     | FLA  | VAS  | 2 : 0             |
| 407. | Brasilianische Meisterschaft 2019 | Sa., 17. August 2019    | VAS  | FLA  | 1 : 4             |
| 408. | Brasilianische Meisterschaft 2019 | Mi., 13. November 2019  | FLA  | VAS  | 4 : 4             |
| 410. | Staatsmeisterschaft               | Do., 23. Januar 2020    | VAS  | FLA  | 0 : 1             |
| 411. | Brasilianische Meisterschaft 2020 | Sa., 10. Oktober 2020   | VAS  | FLA  | 1 : 2             |
| 412. | Brasilianische Meisterschaft 2020 | Do., 4. Februar 2021    | FLA  | VAS  | 2 : 0             |
| 413. | Staatsmeisterschaft               | Do., 15. April 2021     | FLA  | VAS  | 1 : 3             |
| 414. | Staatsmeisterschaft               | So., 6. März 2022       | FLA  | VAS  | 2 : 1             |
| 415. | Staatsmeisterschaft               | Mi., 16. März 2022      | VAS  | FLA  | 0 : 1             |
| 416. | Staatsmeisterschaft               | So., 20. März 2022      | FLA  | VAS  | 1 : 0             |
| 417. | Staatsmeisterschaft               | So., 5. März 2023       | FLA  | VAS  | 0 : 1             |
| 418. | Staatsmeisterschaft               | Mo., 13. März 2023      | FLA  | VAS  | 3 : 2             |
| 419. | Staatsmeisterschaft               | So., 13. März 2023      | VAS  | FLA  | 1 : 3             |
| 420. | Brasilianische Meisterschaft 2023 | Mo., 5. Juni 2023       | VAS  | FLA  | 1 : 4             |
| 421. | Brasilianische Meisterschaft 2023 | So., 22. Oktober 2023   | FLA  | VAS  | 1 : 0             |
| 422. | Staatsmeisterschaft               | So., 4. Februar 2024    | VAS  | FLA  | 0 : 0             |

## Die Statistik (Damen)
| Stand: 11. März 2024 | CR Flamengo | – | CR Vasco da Gama |

| Wettbewerb                               | Spiele | Siege | Remis | Siege | Tore    |
| ---------------------------------------- | ------ | ----- | ----- | ----- | ------- |
| Staatsmeisterschaft von Rio de Janeiro   | 14     | 8     | 1     | 5     | 23 : 19 |
| Staatspokal von Rio de Janeiro           | 4      | 4     | 0     | 0     | 12 : 2  |
| Einladungsturniere / Freundschaftsspiele | 2      | 0     | 1     | 1     | 1 : 2   |
|                                          |        |       |       |       |         |
| Gesamt                                   | 20     | 12    | 2     | 6     | 36 : 23 |

| Wettbewerb                       | Titel | Zuletzt | Titel | Zuletzt |
| -------------------------------- | ----- | ------- | ----- | ------- |
| CONMEBOL Copa Libertadores       | ---   | ---     | ---   | ---     |
| Brasilianischer Meister          | 1     | 2016    | ---   | ---     |
| Brasilianischer Pokal            | ---   | ---     | ---   | ---     |
| Staatsmeister von Rio de Janeiro | 7     | 2023    | 8     | 2013    |

## Alle Spiele (Damen)

### Derbys ab Nr. 1
| Nr. | Wettbewerb                         | Datum                   | Heim | Gast | Ergebnis          |
| --- | ---------------------------------- | ----------------------- | ---- | ---- | ----------------- |
| 1.  | Torneio Início                     | So., 21. März 1999      | FLA  | VAS  | 0 : 1             |
| 2.  | Staatsmeisterschaft                | Sa., 17. April 1999     | FLA  | VAS  | 0 : 4             |
| 3.  | Staatsmeisterschaft                | So., 23. Mai 1999       | VAS  | FLA  | 0 : 1             |
| 4.  | Staatsmeisterschaft (Finale)       | So., 25. Juli 1999      | VAS  | FLA  | 3 : 0             |
| 5.  | Staatsmeisterschaft (Finale)       | Mo., 2. August 1999     | FLA  | VAS  | 0 : 4             |
| 6.  | Torneio de Rio das Ostras (Finale) | Di., 28. September 1999 | FLA  | VAS  | 1 : 1 (5:4 i. E.) |
| 7.  | Staatsmeisterschaft (Finale)       | So., 11. Juni 2000      | VAS  | FLA  | 2 : 0             |
| 8.  | Staatsmeisterschaft                | Do., 7. Juli 2016       | FLA  | VAS  | 3 : 0             |
| 9.  | Staatsmeisterschaft                | So., 11. September 2016 | VAS  | FLA  | 3 : 2             |
| 10. | Staatsmeisterschaft (Finale)       | So., 18. September 2016 | FLA  | VAS  | 1 : 0             |
| 11. | Staatsmeisterschaft                | Sa., 20. Februar 2020   | VAS  | FLA  | 0 : 3             |
| 12. | Staatsmeisterschaft                | Sa., 30. Oktober 2021   | VAS  | FLA  | 1 : 1             |
| 13. | Staatsmeisterschaft                | So., 30. Oktober 2021   | FLA  | VAS  | 4 : 1             |
| 14. | Staatsmeisterschaft                | So., 16. Oktober 2022   | VAS  | FLA  | 0 : 3             |
| 15. | Staatspokal                        | Di., 21. März 2023      | FLA  | VAS  | 3 : 1             |
| 16. | Staatspokal                        | So., 2. April 2023      | VAS  | FLA  | 0 : 1             |
| 17. | Staatsmeisterschaft                | Sa., 21. Oktober 2023   | VAS  | FLA  | 1 : 2             |
| 18. | Staatspokal                        | Sa., 24. Februar 2024   | VAS  | FLA  | 0 : 2             |
| 19. | Staatspokal                        | Sa., 9. März 2024       | FLA  | VAS  | 6 : 1             |

1. ↑  Eintagesvorbereitungsturnier mit 15-Minuten-Partien.